# Superman IV - Em Busca da Paz
Superman IV - Em Busca da Paz (em inglês:  Superman IV: The Quest for Peace) é um filme norte-americano de 1987, dos gêneros aventura, ficção científica e ação, dirigido por Sidney J. Furie.
O filme é o quarto da série de filmes com o personagem Superman (Super-Homem), antecipado por Superman, Superman II e Superman III, e sucedido por Superman - O Retorno. Superman IV é o último filme em que Christopher Reeve interpretou Superman.
A produção de Superman IV foi crivada de problemas técnicos e falta de dinheiro. Como resultado, foi um fracasso de público e crítica, sendo frequentemente listado como um dos piores filmes já feitos.

## Sinopse
O Planeta Diário, jornal onde trabalha Clark Kent, é comprado por David Warfield. Perry White é despedido e a filha de Warfield, Lacy, assume como editora. Após receber uma carta de um garoto que queria ver acabada a possibilidade de guerra nuclear, Superman decide destruir todas as armas nucleares do mundo, jogando-as ao sol. Nesse interím, Lenny Luthor liberta seu tio Lex Luthor da prisão. A dupla rouba um fio de cabelo que Superman doou a um museu. Luthor usa o DNA contido no cabelo para criar um dispositivo e o esconde numa arma nuclear. Quando Superman joga esta bomba no sol, a energia da estrela cria um ser com poderes de nível kryptoniano, o Homem-Nuclear.

## Elenco
- Christopher Reeve - Clark Kent/Superman
- Margot Kidder - Lois Lane
- Gene Hackman - Lex Luthor
- Jackie Cooper - Perry White
- Marc McClure - Jimmy Olsen
- Jon Cryer - Lenny Luthor
- Sam Wanamaker - David Warfield
- Mark Pillow - Homem-Nuclear
- Mariel Hemingway - Lacy Warfield
- Damien McLawhorn - Jeremy
- William Hootkins - Harry Howler
- Jim Broadbent - Jean Pierre Dubois
- Stanley Lebor - General Romoff
- Robert Beatty - presidente dos EUA

## Produção
Em 1983, após a recepção negativa de Superman III, Reeve e os produtores, Alexander Salkind e seu filho Ilya, assumiram que já não havia mais entusiasmo para filmes do Superman. Dois anos mais tarde, Ilya Salkind vendeu os direitos dos filmes do Superman para os produtores Menahem Golan e Yoram Globus da Cannon Films.
De acordo com o ator Jon Cryer, que interpretou Lenny, o sobrinho de Lex Luthor, Christopher Reeve teria confidenciado que, ainda durante as filmagens, ele já tinha percebido o quão "terrível" o filme seria. Embora Cryer tenha gostado de trabalhar com Reeve e Gene Hackman, ele afirmou que o estúdio logo ficou sem dinheiro, no meio da produção, o que forçou o encerramento prematuro das filmagens. Os produtores tentaram "salvar" o longa na edição, mas tiveram de cortar 45 minutos do produto final, o que levou a vários problemas de narrativa e continuidade.
As filmagens tomaram boa parte de 1986.

## Recepção
O filme foi muito mal recebido pela crítica especializada, com atenção especial ao roteiro fraco, narrativa ruim, inconsistências na história e os efeitos especiais ruins (até mesmo para os padrões da época). Superman IV também foi um fracasso de público, faturando apenas $36,7 milhões de dólares, em cima de um orçamento de $17 milhões.

## Premiações
- Superman IV recebeu duas indicações ao Framboesa de Ouro, nas categorias "Pior Atriz Coadjuvante", para Mariel Hemingway[carece de fontes?], e "Piores Efeitos Especiais".[10]